# Арлагуль
Арлагу́ль (рос. Арлагуль) — село у складі Леб'яжівського округ Курганської області, Росія.
Населення — 370 осіб (2010, 427 у 2002).